# 博根河
42°57′32″N 68°34′45″E / 42.9588°N 68.5791°E
博根河是哈薩克斯坦的河流，位於該國南部突厥斯坦州，流經卡拉套山西南坡，河道全長164公里，流域面積4,680平方公里，河水來自融雪和地下水。

## 外部連結
- Бугунь （页面存档备份，存于）, Great Soviet Encyclopedia